# Reuben Ellwood

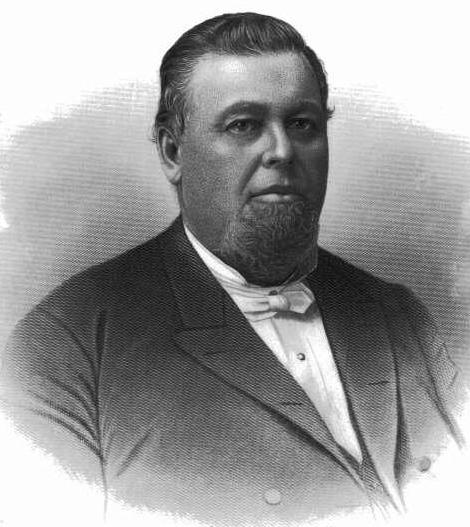
Reuben Ellwood

Reuben Ellwood (* 21. Februar 1821 in Minden, Montgomery County, New York; † 1. Juli 1885 in Sycamore, Illinois) war ein US-amerikanischer Politiker. Zwischen 1883 und 1885 vertrat er den Bundesstaat Illinois im US-Repräsentantenhaus.

## Leben
Reuben Ellwood besuchte die öffentlichen Schulen seiner Heimat sowie das Cherry Valley Seminary. Zwischenzeitlich war er in Illinois in der Landwirtschaft und als Arbeiter tätig, ehe er in den Staat New York zurückkehrte. Dort arbeitete er zunächst in einer Sägemühle. Später stellte er Strohbesen her. Zeitweise beschäftigte er in seinem Betrieb bis zu 150 Arbeiter. Gleichzeitig schlug er eine politische Laufbahn ein. Im Jahr 1851 war er Abgeordneter in der New York State Assembly. Er wurde Mitglied der 1854 gegründeten Republikanischen Partei und war im Juni 1856 Delegierter zur Republican National Convention in Philadelphia, auf der John C. Frémont als erster Präsidentschaftskandidat der Partei nominiert wurde. Seit 1857 lebte er in Sycamore, wo er einen Eisenwarenladen und eine Apotheke betrieb. Später stellte er landwirtschaftliche Geräte her.
Bei den Kongresswahlen des Jahres 1882 wurde Ellwood im fünften Wahlbezirk von Illinois in das US-Repräsentantenhaus in Washington, D.C. gewählt, wo er am 4. März 1883 die Nachfolge von Robert R. Hitt antrat. Nach einer Wiederwahl konnte er bis zu seinem Tod am 1. Juli 1885 im Kongress verbleiben. Nach einer Sonderwahl fiel sein Abgeordnetenmandat an Albert J. Hopkins.